# Wetterstation Kurt
Koordinaten: 60° 5′ 0,2″ N, 64° 22′ 50,8″ W

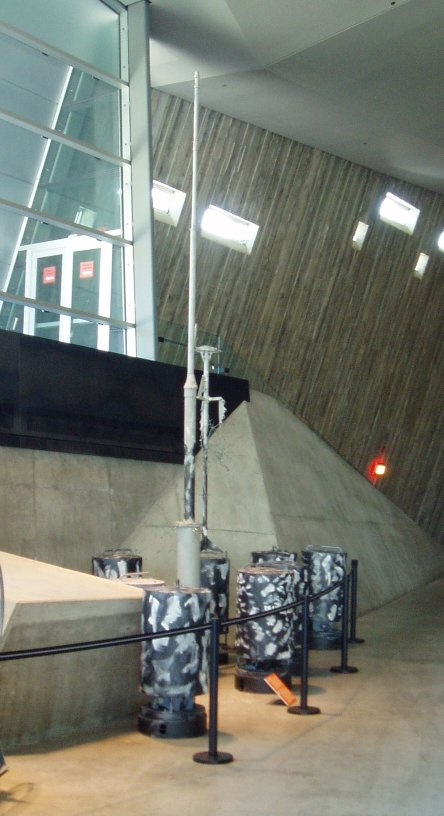
Reste der Wetterstation Kurt, ausgestellt im Canadian War Museum

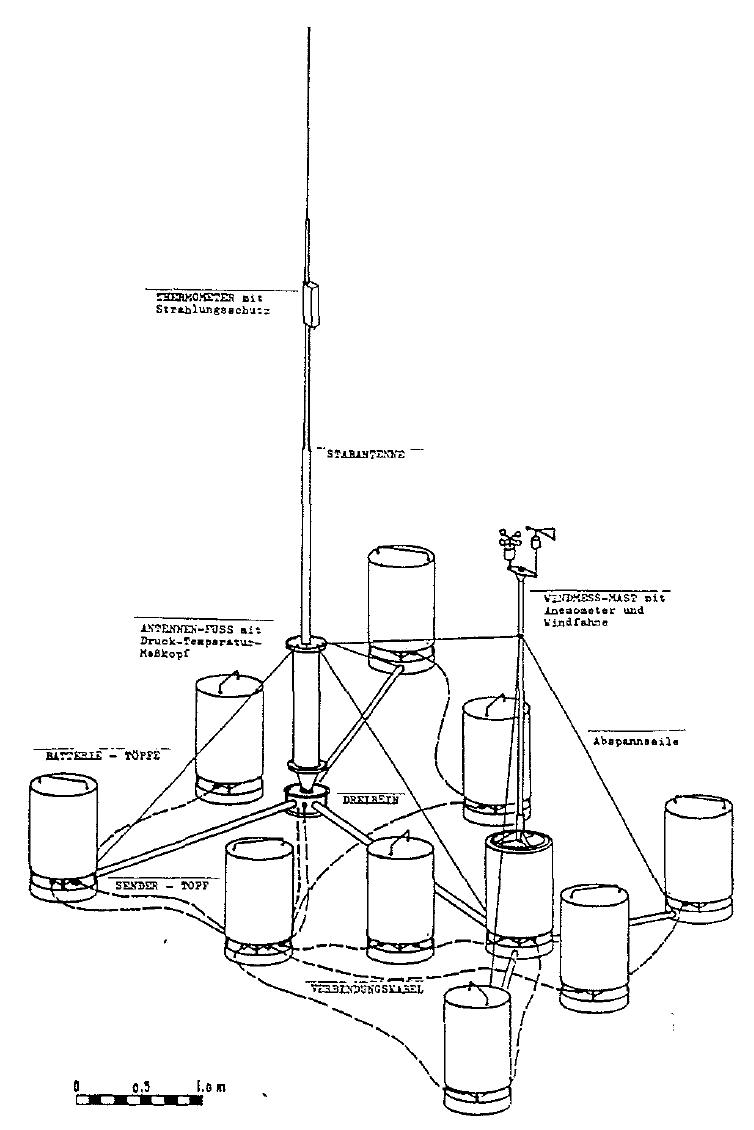
Schematische Darstellung der Gerätekonfiguration

Die Wetterstation Kurt (oder auch: Das Wetterfunkgerät Land-26, WFL-26) war eine vollautomatische Wetterstation, die von der Besatzung des deutschen U-Boots U 537 im Süden der kleinen Hutton-Halbinsel auf der nördlichen Labrador-Halbinsel im Oktober 1943 errichtet wurde. Die Installation war die einzige deutsche militärische Operation an Land in Nordamerika während des Zweiten Weltkriegs.

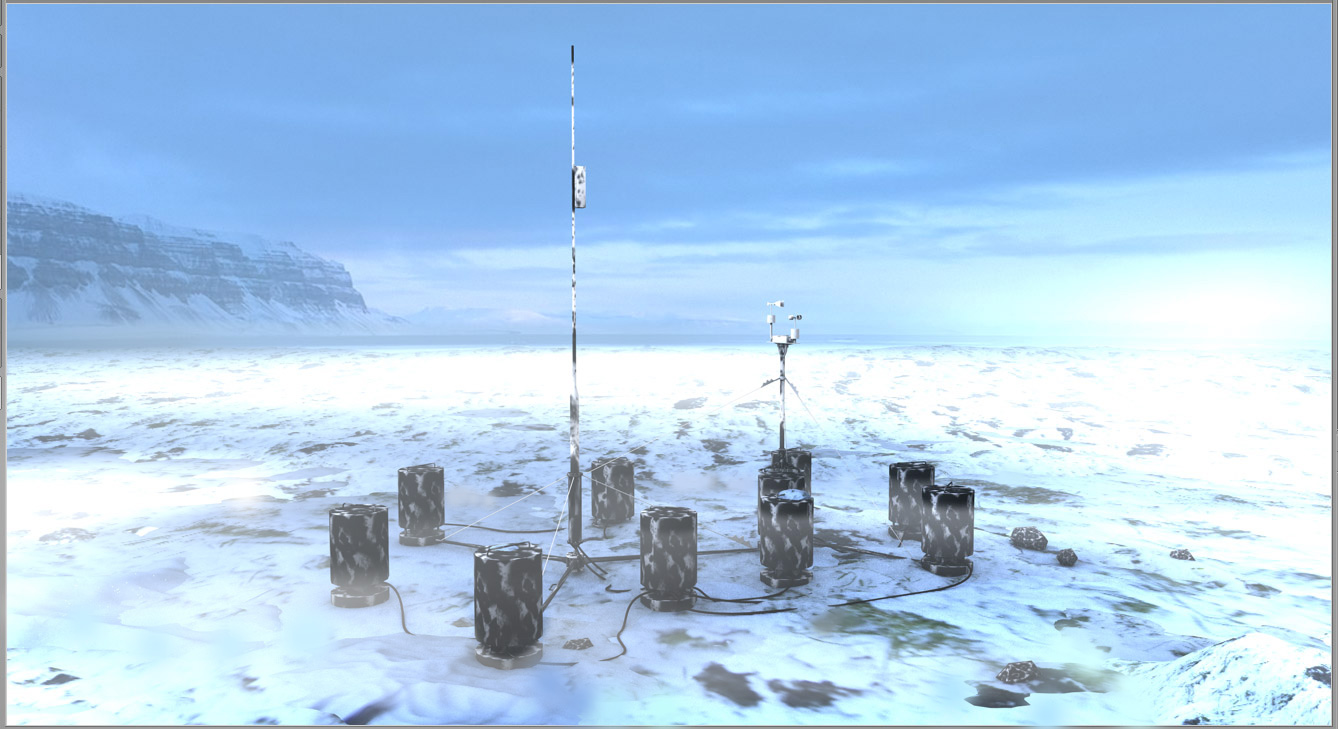
3D Darstellung des Wetterfunkgerät WFL nach Aufstellung in seiner eisigen Umgebung am Nordkap.

## Hintergrund
Das Wettergeschehen in der nördlichen Hemisphäre bewegt sich vorwiegend von West nach Ost. Dies gab den Alliierten einen entscheidenden Vorteil. Das Netz alliierter Wetterstationen in Nordamerika, Grönland und Island erlaubte es den Alliierten, genauere Wettervorhersagen zu machen, als es in Deutschland möglich war. Deutsche Meteorologen erhielten in Bezug auf den Nordatlantik nur Informationen von Schiffen und U-Booten, aus Wetterstationen in abgelegenen Teilen der Arktis und Daten von speziell ausgerüsteten Wetterbeobachtungsflugzeugen. Allerdings wurden viele dieser Schiffe und Stationen von den Alliierten schon zu Beginn des Krieges ausgeschaltet. Die Daten der Flugzeuge waren z. T. unvollständig, da deren Reichweite begrenzt und sie anfällig für alliierte Angriffe waren. Regelmäßige Berichterstattungen von U-Booten waren nicht möglich, da sie sonst der Gefahr der Entdeckung ausgesetzt waren.

## Planung und Entwicklung
Um weitergehende Informationen zu erhalten, wurde das Wetterfunkgerät Land entwickelt. Es wurde von Ernest Ploetze und Edwin Stoebe von der Firma Siemens hergestellt. Die Station bestand aus einer Reihe von Messgeräten, einem Telemetrie-System und einem 150-Watt-Kurzwellensender der Firma C. Lorenz (Typ Lorenz 150 FK). Insgesamt umfasste die Installation eine Reihe von zylindrischen Behältern mit einem Durchmesser von jeweils 1 bis 1,5 m und einem Gewicht von jeweils rund 100 kg. In einem Kanister war ein auf zehn Meter ausfahrbarer Antennenmast enthalten. Ein zweiter kürzerer Mast trug ein Anemometer und eine Windfahne. In weiteren Kanistern befanden sich Nickel-Cadmium-Akkumulatoren zur Stromversorgung des Systems. Die Station sollte die Wetterdaten alle drei Stunden in jeweils zwei Minuten dauernden Übertragungen auf 3940 kHz ausstrahlen. Geplant war, dass das System für etwa sechs Monate ohne Wartung arbeiten sollte, abhängig von der Anzahl der Batterie-Kanister.
Für Nordamerika waren zwei Stationen geplant. Die Teile für die Station „Kurt“ wurden 1943 von U 537 an Bord genommen. Am 18. September 1943 lief U 537 unter dem Kommando von Kapitänleutnant Peter Schrewe aus Kiel aus. Mit an Bord waren der Physiker Kurt Hans Sommermeyer (Radiologe, Biophysiker, später Prof. in Freiburg i. Br.; Vater von Joerg Sommermeyer, Musiker, Jurist, Schriftsteller) und sein Assistent, Walter Hildebrandt. Während der Fahrt wurde das U-Boot von einem Sturm getroffen, dessen große Brecher erhebliche Schäden verursachten, so auch ein Leck im Rumpf und Beschädigungen am Flakvierling 38, so dass das U-Boot an der Oberfläche wehrlos gegen alliierte Flugzeuge war.
Am 22. Oktober 1943 kam U 537 an der Martin Bay im Norden Labradors bei den Koordinaten 60° 5′ 0.2″ N, 64° 22′ 50.8″ W an. Dies ist in der Nähe von Cape Chidley an der nordöstlichen Spitze der Halbinsel Labrador. Kapitänleutnant Schrewe wählte diesen Standort aus, weil er glaubte, dies würde die Gefahr minimieren, dass die Station alsbald von den Inuit entdeckt werden würde. Innerhalb einer Stunde nach dem Ankern fand eine ausgesandte Patrouille ein geeignetes Gelände und Sommermeyer begann mit seinem Assistent die Installation der Station. Bewaffnete Posten sollten die Gegend sichern, während die Besatzung begann, die Sturmschäden am U-Boot zu reparieren.
Zur Tarnung wurden leere amerikanische Zigarettenschachteln ausgelegt und ein Schild aufgestellt, das die Station als Eigentum des nicht existierenden „Canadian Meteor Service“  ausgab. (Dies wird manchmal als Fehler genannt, weil das Dominion Neufundland damals noch britische Kolonie war und nicht zu Kanada gehörte. Tatsächlich gab es 1943 in Neufundland sehr umfangreiche kanadische und amerikanische Militärpräsenz mit Luftwaffenstützpunkten, Luftverteidigungsstellungen und sonstigen Installationen; die Beschriftung war etwas kryptisch, aber plausibel). Die Mannschaft arbeitete die ganze Nacht hindurch, um „Kurt“ zu installieren und ihr U-Boot zu reparieren. Am Abend des 23. Oktober 1943, nach 28 Stunden, war die Arbeit beendet und der Anker wurde gelichtet, nachdem man sich davon überzeugt hatte, dass die Station arbeitete. Die Wetterstation Kurt funktionierte jedoch nur wenige Tage. Am 8. November 1943 wurde die Station zum letzten Mal von U 537 gestört empfangen. Sie wurde nie wieder in Betrieb genommen.

## Wiederentdeckung
Die Station geriet bis in die späten 1970er-Jahre in Vergessenheit. Dann jedoch stieß der ehemalige Siemens-Ingenieur Franz Selinger auf Sommermeyers Papiere und erfuhr auf diese Weise von der Station. Er kontaktierte das kanadische Verteidigungsministerium, welches 1981 ein Team aussandte, das die Station fand. Einige Kanister waren geöffnet und der Inhalt über den Boden verstreut worden, so dass heute nicht mehr alle Bestandteile erhalten sind. Die noch vorhandenen Teile wurden geborgen und nach Ottawa gebracht, wo sie heute im Canadian War Museum ausgestellt sind.